# ФК «Динамо» Москва в сезоне 1948
Сезон 1948 года — 26-й в истории футбольного клуба «Динамо» Москва.
В этом сезоне команда приняла участие в чемпионате и кубке СССР.

## Общая характеристика выступления команды в сезоне
Этот сезон сложился для «Динамо» во многом аналогично предыдущему — динамовцы и чемпионате, и в кубке уступили своим главным конкурентам — команде ЦДКА.
Борьба в чемпионате сложилась по ставшему уже традиционным сценарию — со старта динамовцы одержали семь побед в восьми матчах (потеряв очко лишь в матче с куйбышевскими «Крыльями Советов», что также становилось традицией), апофеозом этого рывка стал матч с обычно неуступчивым «Торпедо» (7:0). В результате динамовцы опережали главных конкурентов — армейцев — на три очка и имели еще игру в запасе. Однако вновь, как и в прошлом чемпионате, середину турнира «Динамо» провело слабее — сначала последовало первое в послевоенное время поражение от набирающего силу и становящегося все более опасным «Спартака» (0:3), затем ничья с ленинградскими одноклубниками (1:1). Тем не менее, первый круг динамовцы закончили лидерами, удержав в последнем ничейном матче с ослабленными отсутствием Боброва и Федотова армейцами четырёхочковый гандикап.
Старт второго круга вновь оказался неудачным: вначале динамовцы так ничего и не смогли поделать с «волжской защепкой», уступив в Куйбышеве (0:1), а спустя три тура реванш за разгромное поражение в первом круге взяли торпедовцы (1:2). От комфортного преимущества над ЦДКА осталось всего одно очко; более того, на очко впереди теперь находился «Спартак». И вновь, как и в прошлом сезоне, "Динамо" сильно провело концовку, одержав семь побед кряду с общим счётом 33:5, попутно перечеркнув чемпионские амбиции спартаковцев (5:1). Однако и армейцы только побеждали, и в результате к очной встрече в последнем туре команды пришли всё с той же разницей в одно очко.
В этом ключевом матче, в котором динамовцев устраивала ничья, они сумели дважды отыграться и удерживали ничейный счет до 87 минуты. Но затем обладавший просто «звериным» голевым чутьём Бобров сумел буквально предвидеть место, куда отскочил мяч от штанги после дальнего удара по воротам динамовцев, и в касание забил действительно «золотой» гол.
В кубке, как и в прошлом розыгрыше, вновь на пути «Динамо» стали армейцы — но на этот раз в полуфинале, где в двухматчевой изнурительной борьбе всё решил единственный гол Дёмина с пенальти.  

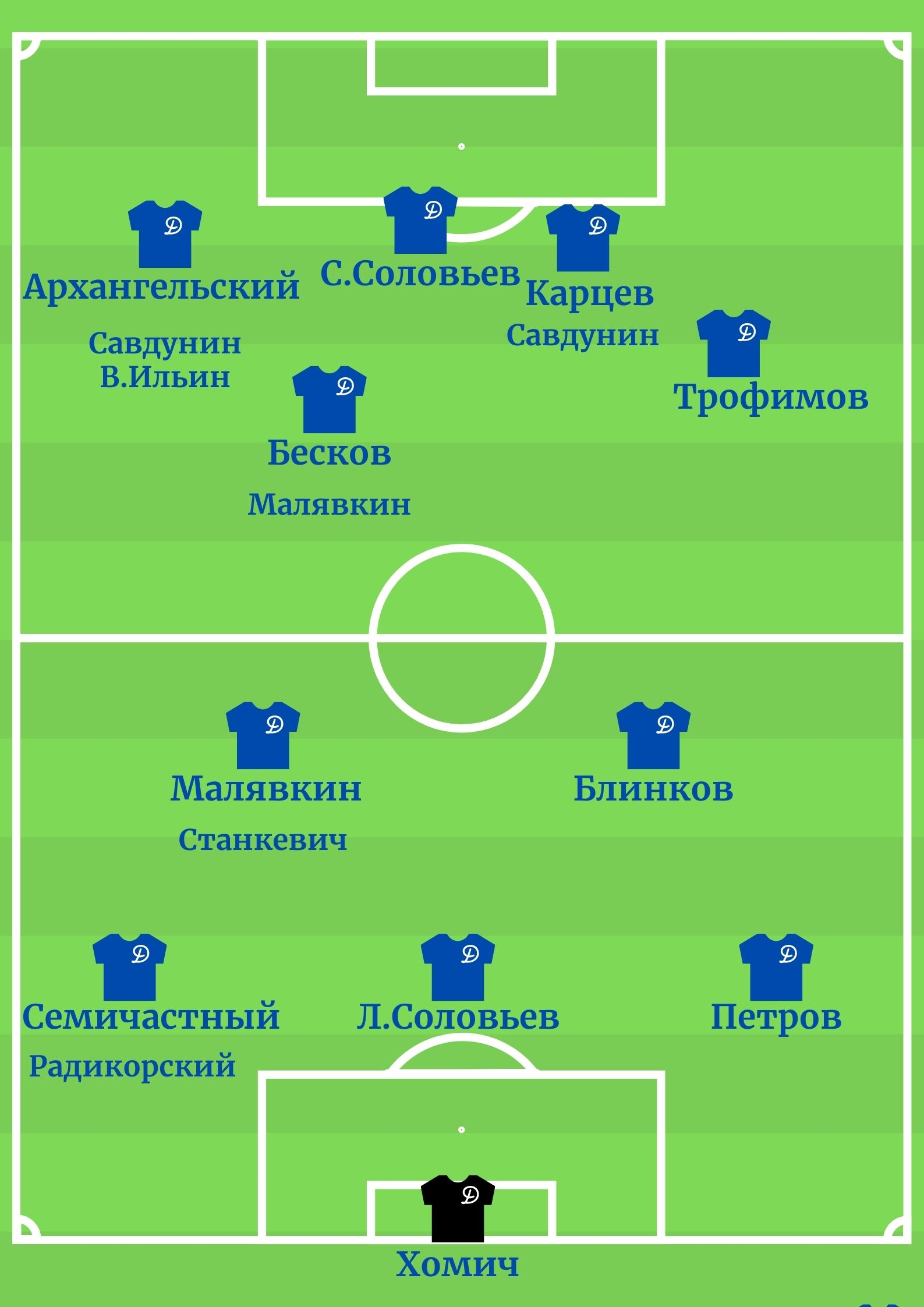

## Команда

### Состав
| Игрок                 | Дата рождения    | Сезон в «Динамо» | Бывший клуб             |
| Вратари               | Вратари          | Вратари          | Вратари                 |
| --------------------- | ---------------- | ---------------- | ----------------------- |
| Алексей Хомич         | 14 марта 1920    | 5                | «Пищевик» Москва        |
| Николай Медведев      | 21 сентября 1918 | 8                | «Динамо» (дубль)        |
| Защитники             |                  |                  |                         |
| Александр Петров      | 13 марта 1922    | 4                | «Спартак» (клубная)     |
| Леонид Соловьев       | 22 марта 1917    | 5                | «Динамо — II»           |
| Михаил Семичастный    | 5 декабря 1910   | 13               | ЦДКА                    |
| Всеволод Радикорский  | 3 октября 1915   | 11               | «Динамо» (клубная)      |
| Иван Станкевич        | 11 апреля 1914   | 9                | «Локомотив» Москва      |
| Полузащитники         |                  |                  |                         |
| Всеволод Блинков      | 10 декабря 1918  | 9                | «Динамо» Новосибирск    |
| Александр Малявкин    | 5 января 1918    | 4                | «Динамо — II»           |
| Нападающие            |                  |                  |                         |
| Василий Трофимов      | 7 января 1919    | 10               | «Динамо-ТК № 1» Болшево |
| Василий Карцев        | 9 апреля 1920    | 7                | «Локомотив» Москва      |
| Сергей Соловьев       | 9 марта 1915     | 9                | «Динамо» Ленинград      |
| Константин Бесков     | 18 ноября 1920   | 8                | «Металлург» Москва      |
| Евгений Архангельский | 6 сентября 1921  | 2                | «Динамо» Ленинград      |
| Владимир Савдунин     | 10 мая 1924      | 4                | «Локомотив» Куйбышев    |
| Владимир Ильин        | 15 января 1928   | 3                | «Локомотив» Харьков     |
| Александр Терешков    | 27 декабря 1922  | 1                | «Динамо» Хабаровск      |

### Изменения в составе
| Поз | Игрок              | Прежний клуб       |
| --- | ------------------ | ------------------ |
| В   | Николай Медведев   | «Динамо» (дубль)   |
| Н   | Александр Терешков | «Динамо» Хабаровск |

| Поз | Игрок             | Новый клуб       |
| --- | ----------------- | ---------------- |
| В   | Вальтер Саная     | «Динамо» (дубль) |
| З   | Василий Комаров   | «Динамо» (дубль) |
| П   | Николай Поставнин | «Динамо» (дубль) |

## Официальные матчи

### Чемпионат
Число участников — 14. Система розыгрыша — «круговая» в два круга. Чемпион — ЦДКА.
Команда «Динамо» Москва заняла 2-е место.
| 2 мая Ч - (183) аннулирован | «Динамо» Москва                                  | 4:0     | «Динамо» Сталинабад | Сталинабад                                                   |
| | - Савдунин 44′ - Трофимов 62′ - Терешков 64′ 69′ | (отчёт) |                     | Стадион: «Динамо» Зрителей: 10 000 Судья: В.Архипов (Москва) |
| «Динамо» Москва: Хомич - Петров, Л.Соловьев, Семичастный - Блинков, Малявкин - Трофимов, Карцев, С.Соловьев, Терешков, Савдунин «Динамо» Сталинабад: Бойко - Д.Соколов, Мещеряков, Рукавишников - Плакуньян, Макин - Слепцов, Фомичев, Погорелов , П.Бабич, Н.Емельянов |                                                  |         |                     |                                                              |

| 7 мая Ч - (184) аннулирован | «Динамо» Москва                              | 3:2     | «Локомотив» Ашхабад           | Ашхабад                                                             |
| | - Трофимов 14′ - С.Соловьев 69′ - Карцев 86′ | (отчёт) | - 19′ В.Гусаров - 74′ Худяков | Стадион: «Локомотив» Зрителей: 12 000 Судья: А.Мугурдумов (Ашхабад) |
| «Динамо» Москва: Медведев - Петров, Л.Соловьев, Семичастный - Блинков, Малявкин - Трофимов, Карцев, С.Соловьев, Бесков, Савдунин (75' Терешков) «Локомотив» Ашхабад: Мошкин - Иванников, Поваров, Рыгалин - Оразов, А.Абрамов - Худуриди, Худяков, Мавроматис, В.Гусаров, Павлиди (70' Хачатуров) |                                              |         |                               |                                                                     |

| 16 мая Ч 1 (185) | «Динамо» Москва            | 2:2     | «Крылья Советов» Куйбышев | Москва                                                       |
| | - Карцев 9′ - Савдунин 53′ | (отчёт) | - 35′ 39′ Синяков         | Стадион: «Динамо» Зрителей: 40 000 Судья: Н.Латышев (Москва) |
| «Динамо» Москва: Хомич - Петров, Л.Соловьев, Семичастный - Блинков, Малявкин - Трофимов, Карцев, С.Соловьев, Бесков, Савдунин «Крылья Советов» Куйбышев: В.Виноградов - Скорохов, В.Мурзин, Бурмистров - Ржевцев , Ширяев - Гулевский, Золотарев, Карпов, Проворнов, Синяков |                            |         |                           |                                                              |

| 20 мая Ч 2 (186) | «Динамо» Москва                                                    | 5:1     | «Локомотив» Москва | Москва                                                       |
| | - С.Соловьев 1′ - Бесков 6′ - Трофимов 58′ 74′ - Карцев 70′ (пен.) | (отчёт) | - 63′ Селиванов    | Стадион: «Динамо» Зрителей: 30 000 Судья: И.Широков (Москва) |
| «Динамо» Москва: Хомич - Петров, Л.Соловьев, Семичастный - Блинков, Малявкин - Трофимов, Карцев, С.Соловьев, Бесков, Савдунин «Локомотив» Москва: Грачев - Антоневич , Забелин, Осипов - Лахонин, Ларин - Полунин, Оботов, Селиванов, Лагутин, Мухортов |                                                                    |         |                    |                                                              |

| 25 мая Ч 3 (187) | «Динамо» Москва                                                    | 3:0     | «Зенит» Ленинград   | Москва                                                       |
| | - С.Соловьев 36′ - Терешков 44′ - Трофимов 60′ - Карцев 79' (пен.) | (отчёт) | - 83' (пен.) Бодров | Стадион: «Динамо» Зрителей: 40 000 Судья: А.Щелчков (Москва) |
| «Динамо» Москва: Хомич - Петров, Л.Соловьев, Семичастный - Блинков, Малявкин - Трофимов, Карцев, С.Соловьев, Бесков, Терешков «Зенит» Ленинград: Л.Иванов - В.Фалин, Гартвиг, Пшеничный - Бодров, Левин-Коган - В.Сидоров, Марютин, И.Комаров, Кравец, Забродин |                                                                    |         |                     |                                                              |

| 2 июн Ч 4 (188) | «Динамо» Москва                          | 4:0     | «Динамо» Киев | Киев                                                          |
| | - Карцев 24′ 47′ - Архангельский 32′ 64′ | (отчёт) |               | Стадион: «Динамо» Зрителей: 20 000 Судья: М.Дмитриев (Москва) |
| «Динамо» Москва: Хомич - Петров, Л.Соловьев, Семичастный - Блинков, Малявкин - Трофимов, Карцев, С.Соловьев, Бесков, Архангельский «Динамо» Киев: Зубрицкий - Гершин, Лерман, Садовский - Принц, Севастьянов - Жуков (65' Жилин), Щанов, Дашков, Виньковатов, Пушкарский |                                          |         |               |                                                               |

| 8 июн Ч 5 (189) | «Динамо» Москва                                              | 4:2     | «Динамо» Тбилиси                     | Москва                                                        |
| | - С.Соловьев 9′ 64′ - Челидзе 48′ (авт.) - Архангельский 72′ | (отчёт) | - 54′ Гогоберидзе - 82′ Г.Джеджелава | Стадион: «Динамо» Зрителей: 70 000 Судья: М.Дмитриев (Москва) |
| «Динамо» Москва: Хомич - Петров, Л.Соловьев, Семичастный - Блинков, Малявкин - Трофимов, Карцев, С.Соловьев, Бесков, Архангельский «Динамо» Тбилиси: Маргания - Кикнадзе, Дзяпшипа, Челидзе - Панюков, Гагуа - Г.Джеджелава , Антадзе, Арошидзе, Гогоберидзе (70' Махарадзе), Зазроев |                                                              |         |                                      |                                                               |

| 14 июн Ч 6 (190) | «Динамо» Москва                                | 4:3     | «Торпедо» Сталинград                        | Москва                                                          |
| | - С.Соловьев 10′ - Бесков 15′ - Карцев 44′ 88′ | (отчёт) | - 2′ Калмыков - 28′ Шеремет - 58′ Шведченко | Стадион: «Динамо» Зрителей: 50 000 Судья: И.Аверкин (Ленинград) |
| «Динамо» Москва: Хомич - Петров, Л.Соловьев, Семичастный - Блинков, Малявкин - Трофимов, Карцев, С.Соловьев, Бесков, Архангельский «Торпедо» Сталинград: Королевич - Бадин, Шеремет, М.Бычков - А.Григорьев , В.Матвеев - Е.Барышев, Белоусов, Калмыков, Шведченко, Буянов (65' Минеев) |                                                |         |                                             |                                                                 |

| 18 июн Ч 7 (191) | «Динамо» Москва                                              | 4:0     | «Динамо» Минск | Минск                                                         |
| | - С.Соловьев 22′ 74′ - Бесков 48′ (пен.) - Архангельский 70′ | (отчёт) |                | Стадион: «Динамо» Зрителей: 20 000 Судья: М.Дмитриев (Москва) |
| «Динамо» Москва: Хомич - Петров, Л.Соловьев, Семичастный - Блинков, Малявкин - Трофимов, Карцев, С.Соловьев, Бесков, Архангельский «Динамо» Минск: Тарабрин - Коробко , Мимрик, Литвинов - Голицын, Назаров - Шевелянчик, Курнев, Е.Котов, Вл.Шувалов, Н.Макаров |                                                              |         |                |                                                               |

| 24 июн Ч 8 (192) | «Динамо» Москва                                                                     | 7:0     | «Торпедо» Москва | Москва                                                       |
| | - Н.Евсеев 10′ (авт.) - Архангельский 11′ 38′ - Карцев 51′ - С.Соловьев 83′ 84′ 85′ | (отчёт) |                  | Стадион: «Динамо» Зрителей: 70 000 Судья: Н.Латышев (Москва) |
| «Динамо» Москва: Хомич - Петров, Л.Соловьев, Семичастный - Блинков, Малявкин - Трофимов, Карцев, С.Соловьев, Бесков, Архангельский «Торпедо» Москва: Лексовский - Н.Евсеев, Мошкаркин, Гомес - Чайко, П.Соломатин - Варела, Г.Жарков, А.Пономарев , Шебилов, В.Жарков |                                                                                     |         |                  |                                                              |

| 29 июн Ч 9 (193) | «Динамо» Москва | 0:3     | «Спартак» Москва                               | Москва                                                        |
| |                 | (отчёт) | - 16′ Рязанцев - 49′ Смыслов - 53′ Н.Дементьев | Стадион: «Динамо» Зрителей: 50 000 Судья: М.Дмитриев (Москва) |
| «Динамо» Москва: Хомич - Петров, Л.Соловьев, Семичастный - Блинков, Малявкин - Трофимов, Карцев, С.Соловьев, Бесков (32' Савдунин), Архангельский «Спартак» Москва: Леонтьев - Холодков, Сеглин, Вас.Соколов - Б.Соколов, Рязанцев - Парамонов, Конов, Чучелов (46' Смыслов), Н.Дементьев, Емышев |                 |         |                                                |                                                               |

| 4 июл Ч 10 (194) | «Динамо» Москва | 1:1     | «Динамо» Ленинград | Ленинград                                                 |
| | - Савдунин 29′  | (отчёт) | - 64′ В.Лемешев    | Стадион: «Динамо» Зрителей: 20 000 Судья: Э.Саар (Таллин) |
| «Динамо» Москва: Хомич - Петров, Л.Соловьев, Семичастный - Блинков, Станкевич - Трофимов, Савдунин (75' Терешков), С.Соловьев, Малявкин, Архангельский «Динамо» Ленинград: Василенко - П.Иванов, Донцов, С.Северов - Горохов, В.Лемешев - Н.Васильев, Лотков, Цыбин, Викторов, А.И.Федоров |                 |         |                    |                                                           |

| 10 июл Ч 11 (195) | «Динамо» Москва                              | 4:2     | ВВС                                     | Москва                                                       |
| | - Архангельский 46′ 60′ - С.Соловьев 55′ 72′ | (отчёт) | - Петров 15′ (авт.) - Вик.Пономарев 70′ | Стадион: «Динамо» Зрителей: 40 000 Судья: Н.Латышев (Москва) |
| «Динамо» Москва: Хомич - Петров, Л.Соловьев, Семичастный - Блинков, Малявкин - Трофимов, Савдунин (65' В.Ильин), С.Соловьев, Бесков, Архангельский ВВС: М.Кудрявцев - Метельский, Крижевский, А.Прохоров - А.Виноградов , Н.Овчинников - Стриганов, Вик.Пономарев, И.Щербаков, Бережной, Крук (70' Писковатский) |                                              |         |                                         |                                                              |

| 15 июл Ч 12 (196) | «Динамо» Москва                    | 3:0     | «Крылья Советов» Москва | Москва                                                        |
| | - С.Соловьев 3′ 25′ - Трофимов 46′ | (отчёт) |                         | Стадион: «Динамо» Зрителей: 50 000 Судья: В.Моргунов (Москва) |
| «Динамо» Москва: Хомич - Петров, Л.Соловьев, Семичастный - Блинков, Станкевич - Трофимов, Савдунин (68' В.Ильин), С.Соловьев, Малявкин, Архангельский «Крылья Советов» Москва: Маркус - Мазанов , Г.Дуганов, Карелин - Ивашков, Ильичев - С.Коршунов (?' Б.Запрягаев), Н.Алексеев, Сучков, Б.Рейнгольд, Сагасти |                                    |         |                         |                                                               |

| 20 июл Ч 13 (197) | «Динамо» Москва            | 2:2     | ЦДКА                              | Москва                                                       |
| | - Трофимов 5′ - Карцев 67′ | (отчёт) | - 29′ Дидевич - 42′ (пен.) Гринин | Стадион: «Динамо» Зрителей: 70 000 Судья: Н.Латышев (Москва) |
| «Динамо» Москва: Хомич - Петров, Л.Соловьев, Семичастный - Блинков, Малявкин - Трофимов, Карцев (84' Савдунин), С.Соловьев, Бесков, Архангельский ЦДКА: Никаноров - Портнов, Кочетков, Лясковский - Афанасьев, Водягин - Гринин , Николаев, Дидевич, В.Соловьев, Демин |                            |         |                                   |                                                              |

| 25 июл Ч 14 (198) | «Динамо» Москва | 0:1     | «Крылья Советов» Куйбышев | Куйбышев                                                        |
| |                 | (отчёт) | - 74′ Н.Зайцев            | Стадион: «Локомотив» Зрителей: 22 000 Судья: Н.Латышев (Москва) |
| «Динамо» Москва: Хомич - Петров, Л.Соловьев, Семичастный - Блинков, Малявкин - Трофимов, Карцев, С.Соловьев, Бесков, Архангельский «Крылья Советов» Куйбышев: В.Виноградов - Скорохов, Мурзин, Петухов - Ржевцев , Ширяев - Карпов, В.Проворнов, Синяков (45' Ф.Новиков), Золотарев, Н.Зайцев |                 |         |                           |                                                                 |

| 30 июл Ч 15 (199) | «Динамо» Москва                                   | 3:0     | «Локомотив» Москва | Москва                                                       |
| | - Бесков 27′ (пен.) - С.Соловьев 44′ - Карцев 68′ | (отчёт) |                    | Стадион: «Динамо» Зрителей: 40 000 Судья: М.Белянин (Москва) |
| «Динамо» Москва: Хомич - Петров, Л.Соловьев, Семичастный - Блинков, Малявкин - Трофимов, Карцев (75' Савдунин), С.Соловьев, Бесков, Архангельский «Локомотив» Москва: Давтян - Антоневич , Палыска, Осипов - Ларин, Лахонин - Мухортов, Лагутин, Селиванов, Клыш, Оботов |                                                   |         |                    |                                                              |

| 3 авг Ч 16 (200) | «Динамо» Москва                   | 3:1     | «Зенит» Ленинград | Москва                                                        |
| | - С.Соловьев 8′ 12′ - Блинков 87′ | (отчёт) | - 42′ Забродин    | Стадион: «Динамо» Зрителей: 20 000 Судья: М.Дмитриев (Москва) |
| «Динамо» Москва: Хомич - Петров, Л.Соловьев, Семичастный - Блинков, Малявкин - Трофимов, Карцев (70' Савдунин), С.Соловьев, Бесков, Архангельский «Зенит» Ленинград: Л.Иванов - Копус, Гартвиг, Пшеничный - Кравец, Левин-Коган - Н.Смирнов, Марютин, И.Комаров, А.Коротков, Забродин |                                   |         |                   |                                                               |

| 8 авг Ч 17 (201) | «Динамо» Москва | 0:0     | «Динамо» Киев | Москва                                                        |
| |                 | (отчёт) |               | Стадион: «Динамо» Зрителей: 40 000 Судья: М.Дмитриев (Москва) |
| «Динамо» Москва: Хомич - Петров, Л.Соловьев, Семичастный - Блинков, Малявкин - Трофимов, Савдунин, С.Соловьев, Бесков, Архангельский «Динамо» Киев: Зубрицкий - Лавер, Лерман, Жиган - Фабиан, Гаврилюк - Жилин, П.Дементьев , Дашков, Виньковатов, Жуков |                 |         |               |                                                               |

| 13 авг Ч 18 (202) | «Динамо» Москва  | 1:2     | «Торпедо» Москва      | Москва                                                       |
| | - С.Соловьев 46′ | (отчёт) | - 43′ 76′ А.Пономарев | Стадион: «Динамо» Зрителей: 50 000 Судья: Н.Латышев (Москва) |
| «Динамо» Москва: Хомич - Петров, Л.Соловьев , Станкевич - Блинков, Малявкин - Трофимов, Карцев, С.Соловьев, Бесков, Архангельский (70' В.Ильин) «Торпедо» Москва: Акимов - Каричев, Мошкаркин, Гомес - П.Соломатин, Н.Морозов - Сочнев, Г.Жарков, А.Пономарев , П.Петров, В.Жарков |                  |         |                       |                                                              |

| 18 авг Ч 19 (203) | «Динамо» Москва                  | 3:1     | «Динамо» Тбилиси | Тбилиси                                                       |
| | - Савдунин 65′ 87′ - В.Ильин 66′ | (отчёт) | - 4′ Антадзе     | Стадион: «Динамо» Зрителей: 40 000 Судья: М.Дмитриев (Москва) |
| «Динамо» Москва: Хомич - Петров, Л.Соловьев , Станкевич - Блинков, Малявкин - Трофимов, Савдунин, С.Соловьев, Бесков, В.Ильин (70' Терешков) «Динамо» Тбилиси: Шудра - Кикнадзе, Дзяпшипа, Челидзе - Гагуа, Сарджвеладзе - Г.Джеджелава , Антадзе, Махарадзе, Панюков, Зазроев (60' Тодрия) |                                  |         |                  |                                                               |

| 23 авг Ч 20 (204) | «Динамо» Москва                                       | 5:1     | «Торпедо» Сталинград | Сталинград                                                   |
| | - Савдунин 12′ - В.Ильин 21′ - С.Соловьев 32′ 38′ 68′ | (отчёт) | - 35′ А.Григорьев    | Стадион: «Торпедо» Зрителей: 11 000 Судья: С.Руднев (Москва) |
| «Динамо» Москва: Хомич - Петров, Л.Соловьев , Станкевич - Блинков, Малявкин - Трофимов, Савдунин, С.Соловьев, Бесков, В.Ильин «Торпедо» Сталинград: Королевич - Бадин, Рудин, Бычков - А.Григорьев , Шеремет - Шведченко, Белоусов, Арзамасцев, Буянов, Е.Барышев (46' В.Матвеев) |                                                       |         |                      |                                                              |

| 29 авг Ч 21 (205) | «Динамо» Москва                                | 4:2     | «Крылья Советов» Москва        | Москва                                                       |
| | - Трофимов 34′ 37′ - Савдунин 44′ - Бесков 72′ | (отчёт) | - 31′ Сагасти - 86′ Н.Алексеев | Стадион: «Динамо» Зрителей: 30 000 Судья: М.Белянин (Москва) |
| «Динамо» Москва: Хомич - Петров, Л.Соловьев , Радикорский - Блинков, Малявкин - Трофимов, Савдунин, С.Соловьев, Бесков, В.Ильин «Крылья Советов» Москва: Маркус - Мазанов, Дуганов, Карелин - Ивашков, Митин - Коршунов, Н.Алексеев, Запрягаев, Сучков, Сагасти |                                                |         |                                |                                                              |

| 3 сен Ч 22 (206) | «Динамо» Москва                                      | 5:1     | «Спартак» Москва | Москва                                                        |
| | - Савдунин 29′ 33′ 39′ - Бесков 44′ - С.Соловьев 65′ | (отчёт) | - 61′ Сальников  | Стадион: «Динамо» Зрителей: 70 000 Судья: М.Дмитриев (Москва) |
| «Динамо» Москва: Хомич - Петров, Л.Соловьев , Радикорский - Блинков, Малявкин - Трофимов, Карцев (70' В.Ильин), С.Соловьев, Бесков, Савдунин «Спартак» Москва: Леонтьев - Холодков (46' Седов), Сеглин, Вас.Соколов - Тимаков, Б.Соколов - Парамонов, Сальников, Конов, Н.Дементьев, Смыслов |                                                      |         |                  |                                                               |

| 9 сен Ч 23 (207) | «Динамо» Москва                                                   | 6:0     | ВВС | Москва                                                        |
| | - С.Соловьев 35′ - Блинков 51′ - В.Ильин 59′ 79′ - Бесков 74′ 86′ | (отчёт) |     | Стадион: «Динамо» Зрителей: 30 000 Судья: М.Дмитриев (Москва) |
| «Динамо» Москва: Хомич - Петров, Л.Соловьев , Радикорский - Блинков, Малявкин - В.Ильин, Карцев, С.Соловьев, Бесков, Савдунин ВВС: М.Кудрявцев - Метельский, Крижевский, А.Прохоров - Крук, Моисеев - Стриганов, Вик.Федоров (67' В.Антонов), Писковатский, Щербатенко, Дьяков |                                                                   |         |     |                                                               |

| 13 сен Ч 24 (208) | «Динамо» Москва                                                  | 5:0     | «Динамо» Минск | Москва                                                       |
| | - Савдунин 35′ - В.Ильин 38′ - С.Соловьев 66′ - Малявкин 75′ 85′ | (отчёт) |                | Стадион: «Динамо» Зрителей: 20 000 Судья: М.Белянин (Москва) |
| «Динамо» Москва: Хомич - Петров, Л.Соловьев , Радикорский - Блинков, Станкевич - В.Ильин, Малявкин, С.Соловьев, Бесков, Савдунин «Динамо» Минск: Кочетов - Коробко, Мимрик, Литвинов - Голицын, Назаров - Шевелянчик, Курнев, Е.Котов, Вл.Шувалов, Н.Макаров |                                                                  |         |                |                                                              |

| 19 сен Ч 25 (209) | «Динамо» Москва                                               | 5:0     | «Динамо» Ленинград | Москва                                                        |
| | - Бесков 49′ 83′ - С.Соловьев 62′ - Блинков 69′ - В.Ильин 75′ | (отчёт) |                    | Стадион: «Динамо» Зрителей: 40 000 Судья: М.Дмитриев (Москва) |
| «Динамо» Москва: Хомич - Петров, Л.Соловьев , Радикорский - Блинков, Малявкин - Трофимов, Савдунин, С.Соловьев, Бесков, В.Ильин «Динамо» Ленинград: Шехтель - П.Иванов, Донцов, С.Северов - Горохов, Сафронов - В.Лемешев , Лотков, Цыбин, Викторов, Г.Бондаренко |                                                               |         |                    |                                                               |

| 24 сен Ч 26 (210) | «Динамо» Москва                    | 2:3     | ЦДКА                           | Москва                                                    |
| | - Бесков 12′ - Кочетков 59′ (авт.) | (отчёт) | - 3′ 87′ Бобров - 23′ Николаев | Стадион: «Динамо» Зрителей: 70 000 Судья: Э.Саар (Таллин) |
| «Динамо» Москва: Хомич - Петров, Л.Соловьев , Станкевич - Блинков, Малявкин - Трофимов, Савдунин, С.Соловьев, Бесков, В.Ильин ЦДКА: Никаноров - Чистохвалов, Кочетков, Нырков - В.Соловьев, Башашкин - Гринин , Николаев, Водягин, Бобров, Демин |                                    |         |                                |                                                           |

#### Итоговая таблица
| М | Команда          | И  | В  | Н | П | Мячи    | ±   | О  |
| - | ---------------- | -- | -- | - | - | ------- | --- | -- |
|   | ЦДКА             | 26 | 19 | 3 | 4 | 82 − 30 | +52 | 41 |
|   | «Динамо» Москва  | 26 | 18 | 4 | 4 | 85 − 28 | +57 | 40 |
|   | «Спартак» Москва | 26 | 18 | 1 | 7 | 64 − 34 | +30 | 37 |
| 4 | «Динамо» Тбилиси | 26 | 13 | 7 | 6 | 54 − 35 | +19 | 33 |
| 5 | «Торпедо»        | 26 | 15 | 3 | 8 | 58 − 43 | +15 | 33 |

И — игры, В — выигрыши, Н — ничьи, П — проигрыши, Мячи — забитые и пропущенные голы, ± — разница голов, О — очки

#### Движение по турам[7]
| Игра  | 1 | 2 | 3 | 4 | 5 | 6 | 7 | 8 | 9 | 10 | 11 | 12 | 13 | 14 | 15 | 16 | 17 | 18 | 19 | 20 | 21 | 22 | 23 | 24 | 25 | 26 |
| ----- | - | - | - | - | - | - | - | - | - | -- | -- | -- | -- | -- | -- | -- | -- | -- | -- | -- | -- | -- | -- | -- | -- | -- |
| Место | 8 | 3 | 3 | 3 | 1 | 1 | 1 | 1 | 1 | 1  | 1  | 1  | 1  | 2  | 1  | 2  | 1  | 2  | 2  | 2  | 1  | 1  | 1  | 1  | 1  | 2  |

### Кубок
Число участников — 20 (финальный турнир). Система розыгрыша — «олимпийская». Победитель — ЦДКА.

Команда «Динамо» Москва выбыла в 1/2 финала.
| 29 сен К 1 (19) 1/8 финала | «Динамо» Москва                | 3:0     | ДО Ташкент | Москва                                                       |
| | - Савдунин 9′ 59′ - Бесков 18′ | (отчёт) |            | Стадион: «Динамо» Зрителей: 15 000 Судья: В.Архипов (Москва) |
| «Динамо» Москва: Хомич - Петров, Л.Соловьев , Радикорский - Блинков, Малявкин - Трофимов, Карцев (35' В.Ильин), С.Соловьев, Бесков, Савдунин ДО Ташкент: В.Новиков - Сапожников, Арустамов, Шлычков - Добровицкий, Чумак - Дзидзигури, Кравченко, Голенбаум, М.Орехов , Язвецкий |                                |         |            |                                                              |

| 4 окт К 2 (20) 1/4 финала | «Динамо» Москва                                                                   | 7:1     | «Локомотив» Харьков | Москва                                                       |
| | - Трофимов 21′ 71′ - С.Соловьев 48′ - В.Ильин 55′ 65′ - Терешков 70′ - Бесков 72′ | (отчёт) | - 29′ Лабунский     | Стадион: «Динамо» Зрителей: 15 000 Судья: М.Белянин (Москва) |
| «Динамо» Москва: Хомич - Петров, Л.Соловьев , Радикорский - Блинков, Малявкин - Трофимов, Савдунин, С.Соловьев, Бесков, В.Ильин (68' Терешков) «Локомотив» Харьков: Уграицкий - А.Бутенко, Д.Васильев , Брусов - А.Серов, И.Серов - В.Зуб, М.Соловьев, Лабунский, Рогозянский, Борзенко |                                                                                   |         |                     |                                                              |

| 17 окт К 3 (21) 1/2 финала | «Динамо» Москва | 0:0 (от) | ЦДКА | Москва                                                    |
| |                 | (отчёт)  |      | Стадион: «Динамо» Зрителей: 75 000 Судья: Э.Саар (Таллин) |
| «Динамо» Москва: Хомич - Петров, Семичастный , Радикорский - Блинков (91' Терешков), Л.Соловьев - Трофимов, Савдунин, Бесков, Малявкин, С.Соловьев ЦДКА: Никаноров - Чистохвалов, Кочетков, Нырков - Водягин, В.Соловьев - Гринин (71' Башашкин), Николаев, Федотов, Бобров, Демин |                 |          |      |                                                           |

| 18 окт К 4 (22) 1/2 финала переигровка | «Динамо» Москва | 0:1     | ЦДКА               | Москва                                                    |
| |                 | (отчёт) | - 40′ (пен.) Демин | Стадион: «Динамо» Зрителей: 70 000 Судья: Э.Саар (Таллин) |
| «Динамо» Москва: Хомич - Петров, Семичастный, Радикорский - Блинков, Л.Соловьев - Трофимов, Савдунин, Бесков, Малявкин, С.Соловьев ЦДКА: Никаноров - Чистохвалов, Кочетков, Нырков - Водягин, Башашкин - В.Соловьев, Николаев, Федотов , Бобров, Демин |                 |         |                    |                                                           |

## Товарищеские матчи

#### Предсезонные матчи на Юге
| 4 апр ТМ 1 | «Динамо» Москва | 5:2     | «Локомотив» Харьков | Гагры             |
| |                 | (отчёт) |                     | Стадион: «Динамо» |
| «Динамо» Москва: Хомич - Петров, Л.Соловьев , Семичастный - Блинков, Малявкин - Трофимов, Карцев, Терешков, Бесков, С.Соловьев |                 |         |                     |                   |

| 6 апр ТМ 2 | «Динамо» Москва              | 6:1     | «Красное Знамя» Орехово-Зуево | Гагры             |
|            | - Карцев - Бесков - Савдунин | (отчёт) |                               | Стадион: «Динамо» |

| 8 апр ТМ 3                                            | «Динамо» Москва                                                                        | 5:2     | «Спартак» Москва                                       | Гагры             |
|                                                       | - С.Соловьев 1:0′ - Терешков 2:0′ - Холодков 3:0′ (авт.) - Сеглин 4:0′ (авт.) - ? 5:0′ | (отчёт) | - 44' (пен.) Н.Дементьев - 5:1′ Смыслов - 5:2′ Чучелов | Стадион: «Динамо» |
| «Динамо» Москва: Саная - ... С.Соловьев, Терешков ... |                                                                                        |         |                                                        |                   |

| 11 апр ТМ 4 | «Динамо» Москва                         | 6:0     | «Красное Знамя» Орехово-Зуево | Гагры             |
|             | - Карцев - Бесков - Савдунин - Терешков | (отчёт) |                               | Стадион: «Динамо» |

| 15 апр ТМ 5 | «Динамо» Москва | 0:1     | «Крылья Советов» Куйбышев | Гагры             |
|             |                 | (отчёт) | ?                         | Стадион: «Динамо» |

#### Юбилейный кубок ЦС «Динамо»
| 30 октября 1 (ТМ 6) 1/4 финала | «Динамо» Москва                                                                   | 6:0     | «Динамо» Минск | Тбилиси                                                         |
| | - Бесков (1)′ (2)′ - Савдунин (3)′ - Трофимов (4)′ - Терешков (5)′ - В.Ильин (6)′ | (отчёт) |                | Стадион: «Динамо» Зрителей: 15 000 Судья: М.Бутусов (Ленинград) |
| «Динамо» Москва: Хомич - Петров, Семичастный , Радикорский - Малявкин, Л.Соловьев - Трофимов, Савдунин, Терешков, Бесков, В.Ильин «Динамо» Минск: Кочетов - Коробко, Мимрик, Литвинов - Голицын, Назаров - Шевелянчик, Курнев, Котов, Шувалов, Макаров |                                                                                   |         |                |                                                                 |

| 4 ноября 2 (ТМ 7) 1/2 финала | «Динамо» Москва                   | 3:1     | «Динамо» Кутаиси | Тбилиси                                                              |
| | - Малявкин 55′ 76′ - Терешков 67′ | (отчёт) | - 87′ Херхадзе   | Стадион: «Динамо» Зрителей: 20 000 Судья: А.Щелчков (Ростов-на-Дону) |
| «Динамо» Москва: Хомич - Петров, Семичастный , Радикорский - Малявкин, Л.Соловьев - Трофимов, Савдунин, Терешков, Бесков, В.Ильин «Динамо» Кутаиси: Квелидзе - Пхакадзе, Р.Месхи, Вашанидзе - Еркомаишвили, Сулава - Херхадзе, Герадзе, Нинуа , Джавахидзе, Базадзе |                                   |         |                  |                                                                      |

| 8 ноября 3 (ТМ 8) Финал | «Динамо» Москва                   | 2:0     | «Динамо» Тбилиси | Тбилиси                                                   |
| | - Бесков 51′ (пен.) - В.Ильин 71′ | (отчёт) |                  | Стадион: «Динамо» Зрителей: 35 000 Судья: Э.Саар (Таллин) |
| «Динамо» Москва: Хомич - Петров, Семичастный , Радикорский - Малявкин, Л.Соловьев - Трофимов, Савдунин, Терешков, Бесков, В.Ильин «Динамо» Тбилиси: Маргания - Кикнадзе, Дзяпшпа, Сарджвеладзе - Панюков, Гагуа - Антадзе, Зазроев, Махарадзе, Гогоберидзе, Тодрия |                                   |         |                  |                                                           |

#### Товарищеский матч
| 21 ноября ТМ 9 | «Динамо» Москва | 10:1    | Сочи (сборная) | Сочи                                      |
| |                 | (отчёт) |                | Стадион: «Медик» Судья: Л.Саркисов (Сочи) |
| «Динамо» Москва: Медведев - Радикорский, Петров, Митрофанов - Блинков, Л.Соловьев - Трофимов, Савдунин, Бесков, Якушин, Терешков Сочи (сборная): Кутузов - Нерсесьян, Котов, Приешкин - Г.Соколов, Ланговой - Велисариди, Мишин, Шиманский, Сафонов, Павлов |                 |         |                |                                           |

## Статистика сезона

### Игроки и матчи
| Игрок                   | Чемпионат       | Чемпионат | Кубок           | Кубок   | Итого           | Итого   | ТМ              | ТМ      | Всего Чемпионат | Всего Чемпионат | Всего Кубок     | Всего Кубок | Всего           | Всего   | Всего Международные матчи | Всего Международные матчи |
| Игрок                   | Вышел на замену | Гол       | Вышел на замену | Гол     | Вышел на замену | Гол     | Вышел на замену | Гол     | Вышел на замену | Гол             | Вышел на замену | Гол         | Вышел на замену | Гол     | Вышел на замену           | Гол                       |
| Вратари                 | Вратари         | Вратари   | Вратари         | Вратари | Вратари         | Вратари | Вратари         | Вратари | Вратари         | Вратари         | Вратари         | Вратари     | Вратари         | Вратари | Вратари                   | Вратари                   |
| ----------------------- | --------------- | --------- | --------------- | ------- | --------------- | ------- | --------------- | ------- | --------------- | --------------- | --------------- | ----------- | --------------- | ------- | ------------------------- | ------------------------- |
| Алексей Хомич           | 27              | (-28)     | 4               | (-2)    | 31              | (-30)   | 4               | (-3)    | 92              | (-68)           | 12              | (-13)       | 109             | (-89)   | 9                         | (-15)                     |
| Николай Медведев        | 1               | (-2)      |                 |         | 1               | (-2)    | 1               | (-1)    | 12              | (-20)           | 1               | (-1)        | 30              | (-41)   |                           |                           |
| Защитники               |                 |           |                 |         |                 |         |                 |         |                 |                 |                 |             |                 |         |                           |                           |
| Александр Петров        | 28              |           | 4               |         | 32              |         | 5               |         | 56              |                 | 5               |             | 61              |         | 3                         |                           |
| Леонид Соловьев (12)    | 28              |           | 4               |         | 32              |         | 5               |         | 92              | 8               | 13              | 1           | 120             | 9       | 8                         |                           |
| Михаил Семичастный (20) | 19              |           | 2               |         | 21              |         | 4               |         | 178             | 52              | 17              | 7           | 229             | 79      | 13                        | 4                         |
| Всеволод Радикорский    | 6               |           | 3               |         | 9               |         | 4               |         | 121             |                 | 14              |             | 184             |         | 7                         |                           |
| Иван Станкевич          | 6               |           | 1               |         | 7               |         |                 |         | 66              |                 | 6               |             | 109             |         | 7                         |                           |
| Полузащитники           |                 |           |                 |         |                 |         |                 |         |                 |                 |                 |             |                 |         |                           |                           |
| Всеволод Блинков        | 28              | 3         | 4               |         | 32              | 3       | 2               |         | 111             | 9               | 13              |             | 186             | 15      | 9                         |                           |
| Александр Малявкин      | 28              | 2         | 4               |         | 32              | 2       | 4               | 2       | 94              | 19              | 11              | 2           | 105             | 21      | 5                         | 3                         |
| Нападающие              |                 |           |                 |         |                 |         |                 |         |                 |                 |                 |             |                 |         |                           |                           |
| Василий Трофимов        | 26              | 9         | 4               | 2       | 30              | 11      | 5               | 1       | 123             | 38              | 13              | 5           | 180             | 58      | 6                         | 6                         |
| Василий Карцев          | 18              | 10        | 1               |         | 19              | 10      | 3               | 3       | 72              | 59              | 4               | 1           | 102             | 79      | 9                         | 7                         |
| Сергей Соловьев         | 28              | 26        | 4               | 1       | 32              | 27      | 2               | 1       | 130             | 102             | 13              | 9           | 192             | 183     | 10                        | 6                         |
| Константин Бесков       | 25              | 11        | 4               | 2       | 29              | 13      | 7               | 6       | 91              | 31              | 13              | 8           | 141             | 63      | 8                         | 8                         |
| Евгений Архангельский   | 15              | 8         |                 |         | 15              | 8       |                 |         | 37              | 14              |                 |             | 37              | 14      | 4                         | 4                         |
| Владимир Савдунин       | 20              | 11        | 4               | 2       | 24              | 13      | 6               | 3       | 49              | 27              | 7               | 2           | 56              | 29      | 2                         | 1                         |
| Владимир Ильин          | 11              | 6         | 2               | 2       | 13              | 8       | 3               | 2       | 19              | 7               | 2               | 2           | 21              | 9       |                           |                           |
| Александр Терешков      | 5               | 3         | 2               | 1       | 7               | 4       | 7               | 4       | 5               | 3               | 2               | 1           | 7               | 4       |                           |                           |

### Личные и командные достижения
Динамовцы в списке 33 лучших футболистов
| Турнир            | Игрок              | Вышел на замену | Игрок                          | Гол |
| ----------------- | ------------------ | --------------- | ------------------------------ | --- |
| Сезоны в клубе    | Сергей Ильин       | 15              |                                |     |
| Официальные матчи | Михаил Семичастный | 229             | Сергей Соловьев                | 183 |
| Чемпионат         | Михаил Семичастный | 178             | Сергей Соловьев                | 102 |
| Кубок             | Михаил Семичастный | 17              | Сергей Ильин & Сергей Соловьев | 9   |

Достижения в сезоне

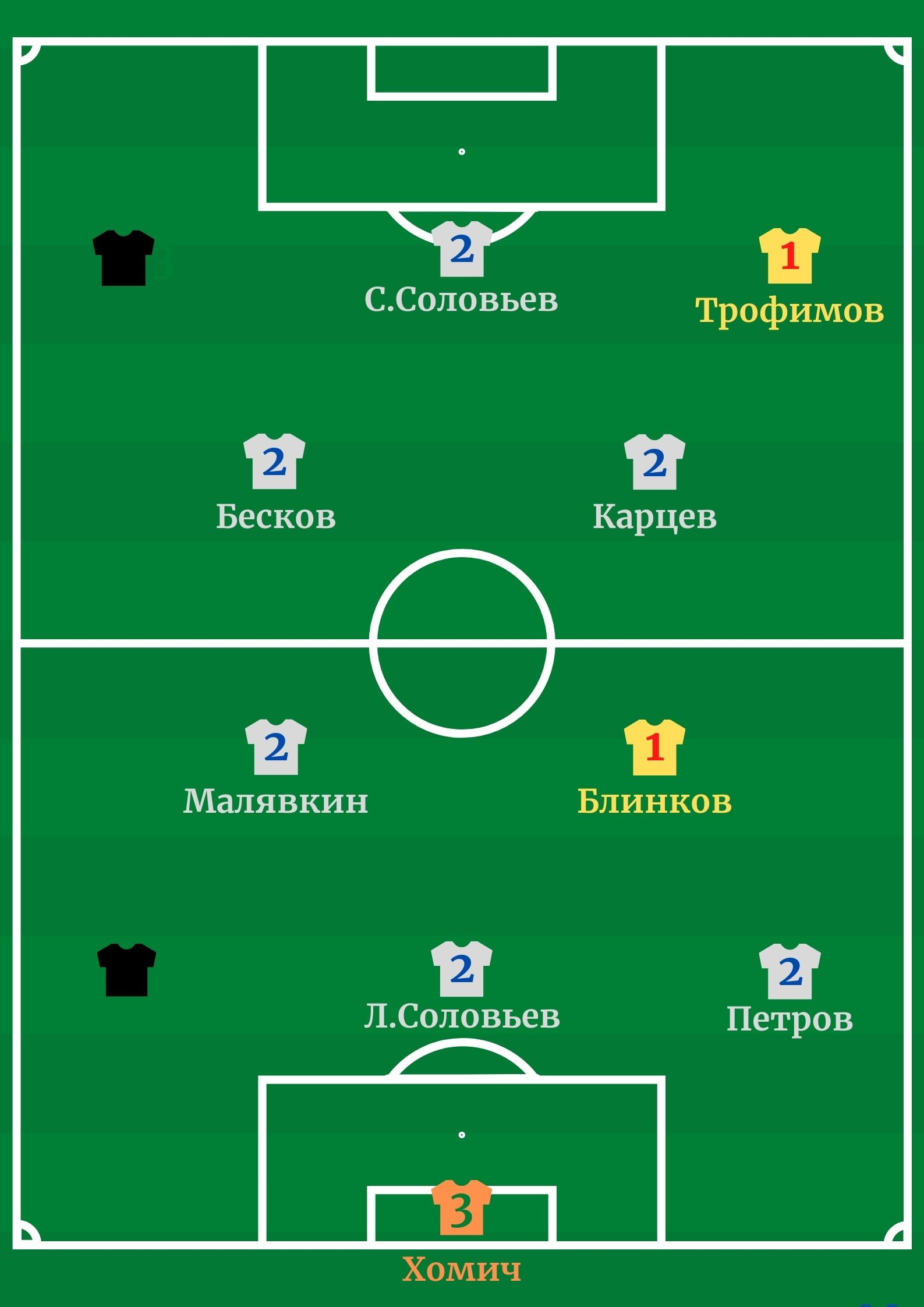

- Михаил Семичастный сыграл в 13-м сезоне за «Динамо»
- Всеволод Радикорский сыграл в 11-м сезоне
- Василий Трофимов сыграл в 10-м сезоне
- Алексей Хомич, Леонид Соловьев, Александр Малявкин и Василий Карцев сыграли 100-е официальные матчи
- Константин Бесков и Всеволод Блинков сыграли 100-е матчи в чемпионате СССР
- Сергей Соловьев первым забил 100 мячей в чемпионате СССР за «Динамо» (всего 102)[11]
- Сергей Соловьев забил (с учётом выступлений за «Динамо» Ленинград) 100 мячей в матчах чемпионата, результаты которых внесены в официальные итоговые таблицы[12] и стал одним из первых членов Клуба Григория Федотова[13]
- Сергей Соловьев стал лучшим бомбардиром чемпионата (во второй раз в карьере) — 25 мячей
- «Хет-трики» в сезоне — Сергей Соловьев (дважды) и Владимир Савдунин; при этом Савдунину в матче со «Спартаком» для «хет-трика» понадобилось меньше десяти минут, а Сергею Соловьеву в матче с «Торпедо» — меньше трёх (2' 40"), что является рекордом отечественных чемпионатов